# عبد القادر فهمي الطائي
عبد القادر فهمي الطائي هو أستاذ علوم سياسية عراقي، كان متخصصاً في العلاقات الدولية والدراسات الدراسات الاستراتيجية. حصل الطائي على درجة الدكتوراة في تخصص العلوم السياسية عام 1989م من جامعة بغداد. وعمل أستاذاً محاضراً في كلية القانون والسياسة في جامعة بغداد خلال السنوات 1978-2006م، وفي الجامعة الأردنية خلال السنوات 2008-2012م، وفي جامعة الشرق الأوسط من عام 2012م وحتى وفاته عام 2022م.توفي في عمّان في الحادي والعشرين من كانون الثاني (يناير) عام 2022م.

## مؤلفات
1. الفكر السياسي والاستراتيجي للولايات المتحدة الامريكية، دار الشروق، عمّان، 2011.
2. النظريات الجزئية والكلية في العلاقات الدولية، دار الشروق، عمّان، 2010.

1. ↑  "صحيفة أخبار الأردن | وفاة القامة الأكاديمية الدكتور عبد القادر فهمي الطائي، أحد أبرز أساتذة العلوم السياسية في العالم العربي، وسيُصلّى عليه ظهر السبت في مسجد أبو عيشة.. إنا لله وإنا إليه راجعون. (أخبار_الأردن)". موقع نبض. مؤرشف من الأصل في 2023-04-09. اطلع عليه بتاريخ 2023-04-09.